# تضمين عرض النبضة
تضمين عرض النبضة (بالإنجليزية: Pulse Width Modulation اختصاراً PWM)‏ هي تقنية تسمح بالتحكّم بقيمة تماثلية رقمياً (controlling an analog value digitally). بمعنى انه من الممكن استخدامها كـ مبدل رقمي تمثيلي (بالإنجليزية: digital to analog converter)‏ بشكل مختلف. الفكرة تكمن في التحّكم بتردد النبضات pulses في الدورة الواحدة، بمعنى انه يتم التبديل بين التردد العالي والتردد المنخفض بسرعة معيّنة بحيث ان الناتج النهائي يكون قيمة بينهما. الإشارة الرقمية لها قيمتين كما هو معروف 0 و 1 ففي حالة لو كان الجهد 12 فولت مثلاً، 0 ≡ 0 فولت و 1 ≡ 12 فولت، بينما الإشارة التماثلية هي قيمة بين الصفر والـ 12 فولت.
الـ duty cycle أو ما يعرف بدورة الخدمة للإشارة الرقمية هي نسبة الجهد العالي في دورة واحدة من الإشارة، وهي قابلة للبرمجة أو التعديل ومعرّفة بالعلاقة الرياضية:
وهي عبارة عن نسبة مئوية يمكن استخدامها للربط بين الجهود v_out = d × v_in، وبهذا الشكل هذا يمكن التحكم في قيمة الجهد الثابت.
باستخدام هذه الفكرة البسيطة نستطيع التحكم بالـ dc motors أو بشدّة الإضاءة الخاصة بـ led معيّن باستخدام مصدر جهد ثابت dc، وغيرها من التطبيقات. الجهد الناتج هو قيمة ما بين أعلى وأقل قيمة للجهد الخاص بالمصدر على حسب نسبة دورة الخدمة.

## وصلات خارجية
1. Circuit Skills: PWM (Pulse Width Modulation) على يوتيوب
2. PWM Tutorial